# Wilhelm IV. (Angoulême)
Wilhelm IV. (franz.: Guillaume; † 6. April 1028) war ein Graf von Angoulême aus dem Haus Taillefer. Er war ein Sohn des Grafen Arnaud II. Manzer und dessen erster Frau Raingarde.
In jungen Jahren war Wilhelm ein loyaler Gefolgsmann seines Lehnsherren, Herzog Wilhelm IV. Eisenarm von Aquitanien, von dem er die Burg von Blaye zu Lehen hielt. Später war er ein Verbündeter des Grafen Fulko III. Nerra von Anjou, für den er Taillebourg in der Saintonge belagerte und zerstörte.
Bekannt ist Wilhelm vor allem als Anführer einer großen Pilgergesellschaft, bestehend aus ranghohen Adligen, die am 1. Oktober 1026 Angoulême verließ und, über Ungarn und Konstantinopel ziehend, in der ersten Märzwoche 1027 Jerusalem erreichte. Bereits im Juni oder Juli 1027 war Wilhelm wieder unter großer Anteilnahme der Bevölkerung nach Angoulême zurückgekehrt. Als er wenige Monate später im Winter 1027 schwer erkrankte, ließ sein Sohn Alduin mehrere Frauen wegen des Verdachts auf Zauberei festnehmen und foltern, um sie zu einem Geständnis zu zwingen. Als Wilhelm auf dem Sterbebett liegend davon erfuhr, ordnete er die Freilassung der Frauen an. Nachdem er gestorben und tags darauf in der Abtei Saint-Cybard bestattet worden war, ordnete Alduin dennoch die Verbrennung der Frauen an, weil einige von ihnen unter der Folter gestanden hatten.
Eine Chronik aus dem 12. Jahrhundert berichtete, dass Wilhelm tatsächlich von seiner Schwiegertochter Alaisia, der Frau von Alduin, vergiftet worden sei, weil er die Enterbung ihrer Kinder beabsichtigt habe. Möglich, dass diese Behauptung aus propagandistischen Gründen von den Nachkommen Gottfrieds, dem zweiten Sohn Wilhelms, aufgestellt worden war, um dessen Machtübernahme nach dem Tod Alduins unter Verdrängung von dessen Kindern zu rechtfertigen.
Wilhelm IV. war verheiratet mit Gerberga, einer Tochter des Grafen Gottfried I. von Anjou. Ihre Kinder waren:
- Alduin II. († 1032), Graf von Angoulême
- Gottfried († 1048), Graf von Angoulême